# Trichoncus lanatus
Espèce
Trichoncus lanatus est une espèce d'araignées aranéomorphes de la famille des Linyphiidae.

## Distribution
Cette espèce est endémique d'Adjarie en Géorgie,. Elle se rencontre à Khoulo vers 800 m d'altitude.

## Description
Le mâle holotype mesure 2,23 mm.

## Publication originale
- Tanasevitch, 1987 : The linyphiid spiders of the Caucasus, USSR (Arachnida: Araneae: Linyphiidae). Senckenbergiana biologica, vol. 67, p. 297-383.